# Myzomèle ombré
Myzomela obscura
Espèce
Statut de conservation UICN

 LC  : Préoccupation mineure
Le Myzomèle ombré (Myzomela obscura) est une espèce de passereaux de la famille des Meliphagidae.

## Description
Il mesure environ 12 à 15 cm de long, il est de couleur terne, mais très actif se déplaçant rapidement, souvent en vol stationnaire pour attraper des insectes ou boire le nectar des fleurs.

## Répartition
Il est commun en Nouvelle-Guinée, aux Moluques, dans les îles du détroit de Torres et dans le nord de l'Australie, où il y a deux populations séparées, l'une dans le Top End et l'autre le long de la côte est, depuis la péninsule du cap York jusqu'à la frontière de la Nouvelle-Galles du Sud, bien que l'espèce soit rare au sud de Rockhampton.

## Habitat
Il habite une vaste gamme d'habitats, comme les forêts humides, les broussailles, les bois, les marécages et presque tous les domaines près de l'eau.

## Mouvements
Il a tendance à être sédentaire dans les zones suffisamment attrayantes, nomade ou migrateur dans les quartiers moins attrayants, en particulier dans la partie sud de son aire de répartition.

## Nidification
La reproduction a lieu pendant la saison sèche (généralement de mars à septembre). Le petit nid en coupe est généralement construit avec des lanières d'écorces, des toiles d'araignées et des feuilles, et posé sur une branche haute bien cachée sur l'eau. Les deux œufs blancs ont des taches rougeâtres.

## Sous-espèces
D'après Alan P. Peterson, il en existe huit sous-espèces :
- Myzomela obscura aruensis Kinnear 1924
- Myzomela obscura fumata (Bonaparte) 1850
- Myzomela obscura harterti Mathews 1911
- Myzomela obscura mortyana Hartert 1903
- Myzomela obscura obscura Gould 1843
- Myzomela obscura rubrobrunnea Meyer,AB 1874
- Myzomela obscura rubrotincta Salvadori 1878
- Myzomela obscura simplex Gray,GR 1861